# Lady Helen
 (février 2020).
Si vous disposez d'ouvrages ou d'articles de référence ou si vous connaissez des sites web de qualité traitant du thème abordé ici, merci de compléter l'article en donnant les références utiles à sa vérifiabilité et en les liant à la section « Notes et références ».
Lady Helen (titre original: The Dark Days Club) est une trilogie de romans dont l'histoire débute en Avril 1812 et se déroule à Londres, écrite et rédigée par l'Australienne Alison Goodman. La saga raconte l'aventure intrépide d'une jeune femme âgée de 18 ans, Lady Helen Wrexhall. Elle découvre par la bouche de Lord Carlston, un homme à la réputation douteuse, qu'elle est une Vigilante, un être aux compétences surnaturelles ayant pour fin d’exterminer des démons. En effet, elle fait désormais partie du Club des Mauvais Jours, composé d'autres Vigilants et de leur Terrène, tous voués au même but: sauver le monde.  

## Romans de la trilogie

### Le Club des mauvais jours
Le premier tome de cette série raconte l'histoire d'une jeune anglaise de dix-huit ans, Helen, qui a été adoptée par son oncle et sa tante, et qui étant majeure devient une lady, Lady Helen. Lors de sa présentation à la cour, elle se fait voler une miniature de sa mère Lady Catherine par un homme de sa famille à la réputation douteuse pour être soupçonné d'avoir tué sa femme Lady Elise, Lord Carlston. Celui-ci lui apprend qu'elle est en fait une Vigilante, comme lui, et que les gens comme eux ne sont que environ 200 dans le monde, et que huit en Angleterre. Il lui raconte qu'il fait partie d'une organisation secrète: le Club des mauvais jours. Leurs sens sont très développés et ils sont terriblement rapides, forts et agiles. Leur mission est de combattre des créatures, les Abuseurs, qui infiltrent toutes les couches de la société, pouvant tout autant être votre servante que le seigneur de la province voisine. On ne sait pas exactement d'où viennent les Abuseurs, ils ne le savent d'ailleurs pas eux-mêmes. Ce sont en quelque sorte des âmes qui se sont infiltrées dans le corps d'un humain il y a des décennies, et qui ne peuvent, pour survivre, que détruire l'âme de leur propre progéniture humaine pour s'emparer de leur corps lorsque celui qu'ils détiennent meurent. Il est possible de sauver l'âme d'un enfant avant la mort de leur géniteur Abuseur (on appelle cela un Réveil), mais cela nécessite de lui enlever les ténèbres de l'âme pour la stocker dans sa propre âme, ce qui à la longue rend fou. Lorsqu'un Abuseur n'a aucun enfant, il meurt véritablement en s'enflammant de l'intérieur. On appelle cela la mors ultima — la mort ultime. Les Abuseurs sont répartis sur Terre par milliers, ce qui est un nombre terrible pour les Vigilants qui ne sont que quelques centaines dans le monde entier. Lady Helen accepte sa tâche, et Lord Carlston devient son instructeur. Elle apprend également que sa mère était elle aussi une Vigilante, et qu'elle est par conséquent une héritière directe qui possède des pouvoirs exceptionnels et qui est le signal de l'arrivée d'un Abuseur Suprême, c'est-à-dire un être de guerre et de sang qui ne vit que pour dominer et tuer. Un jour, elle reçoit une lettre que sa mère lui a écrit dix ans auparavant, qui explique que Benchley (son instructeur, qui était aussi l'instructeur de Lord Carlston) a supprimé ses ténèbres accumulés lors des Réveils en les déversants dans l'âme de Lady Catherine, et qu'il fera sans doute la même chose à Helen. Sa mère ne l'a pas supporté et s'enfonce petit à petit dans la folie. Mais avant, elle a créé un Colligat (sa miniature) qui permet à Helen de détruire ses pouvoirs de Vigilante afin de préserver son âme. Celle-ci décide de le faire avec l'aide de sa femme de chambre, Darby, avec qui elle partage une véritable amitié. Mais lorsqu'elle s'y apprête, son valet de pied Phillip, qui se révèle être un Abuseur au service de l'Abuseur Suprême, l'en empêche et vole le Colligat, tuant au passage Benchley ainsi que deux servantes et manquant de tuer également Lord Carlston qui est sauvé  par Helen: lorsque sa peau entre en contact avec celle de de Lord Carlston, elle envoie en lui une décharge d'énergie qui lui permet d'éliminer ses ténèbres de son âme. Son oncle, furieux de la trouver avec lui par terre, la traite de prostituée, et la chasse de la maison. Elle part alors vivre avec Mr. Hammond et Lady Margaret, des jumeaux faisant partie de la même société que Lord Carlston. Ils sont ses assistants.

### Le Pacte des mauvais jours
Lady Helen est chassée de chez son oncle qui ne veut pas d'elle à la suite du bal qui s'est mal déroulé. Lady Margaret et Mr Hammond l'hébergent chez eux. Peu de temps après, ils partent avec Lord Carlston pour la station balnéaire à la mode qu'est Brighton. Lord Carlston l'oblige à se déguiser en homme pour pouvoir être plus libre. Mais lorsque le duc de Selburn rencontre Lord Carlston, rien ne va plus entre les deux hommes. Elle finit par prêter serment au Club des Mauvais Jours mais Lady Helen rencontre une nouvelle fois le duc de Selburn qui demande à l'épouser même après ce qu'elle a fait.

### L'Ombre des mauvais jours
Lady Helen est prise entre son entraînement de Vigilante et la préparation de son mariage avec le duc de Selburn, ce qui provoque d'houleuses relations avec Lord Carlston, d'autant plus qu'ils doivent lutter contre des sentiments réciproques exacerbés par leur lien en tant que Vigilant Suprême. Il leur faut à présent se lancer à la poursuite de l'Abuseur Suprême, qui est, à leur image, un duo d'Abuseurs et qu'ils ne parviennent pas à identifier. Entre Bath et le domaine de Selburn, le Club des Mauvais Jours va devoir faire face à de nombreux obstacles, d'autant plus que l'ajout de nouveaux membres semble s'accompagner d'étranges attaques.